# Stazione di Paderno-Robbiate
Stazione di Paderno-Robbiate vasútállomás Olaszországban, Lombardia régióban, Paderno d’Adda településen.

## Vasútvonalak
Az állomást az alábbi vasútvonalak érintik:
- Seregno–Bergamo-vasútvonal

## Kapcsolódó állomások
A vasútállomáshoz az alábbi állomások vannak a legközelebb:
- Stazione di Calusco (Seregno–Bergamo-vasútvonal, kelet)
- Stazione di Carnate-Usmate (Seregno–Bergamo-vasútvonal, délnyugat)